# Llac Nam
El Nam, Namtso o Nam Co (en tibetà: གནམ་མཚོ "nam co", en Wylie: gnam mtsho, en xinès: 纳木错, en pinyin: Nàmù Cuò; en mongol: Tengrinor) és un llac salat d'alta muntanya del Tibet, situat administrativament entre els districtes de Damxung i de Baingoin, a la regió autònoma del Tibet, la Xina.
El Nam és un dels tres llacs més cèlebres tibetans i és considerat un indret sagrat del budisme tibetà. Cada dotze anys, a l'anomenat any del boc, molts fidels es reuneixen al voltant del llac per a celebrar una gran cerimònia. Al seu extrem sud-est hi ha el monestir Tashi Dor, així com els assentaments de Dobjoi, Donggar i Cha'gyungoinba.

## Geografia i clima

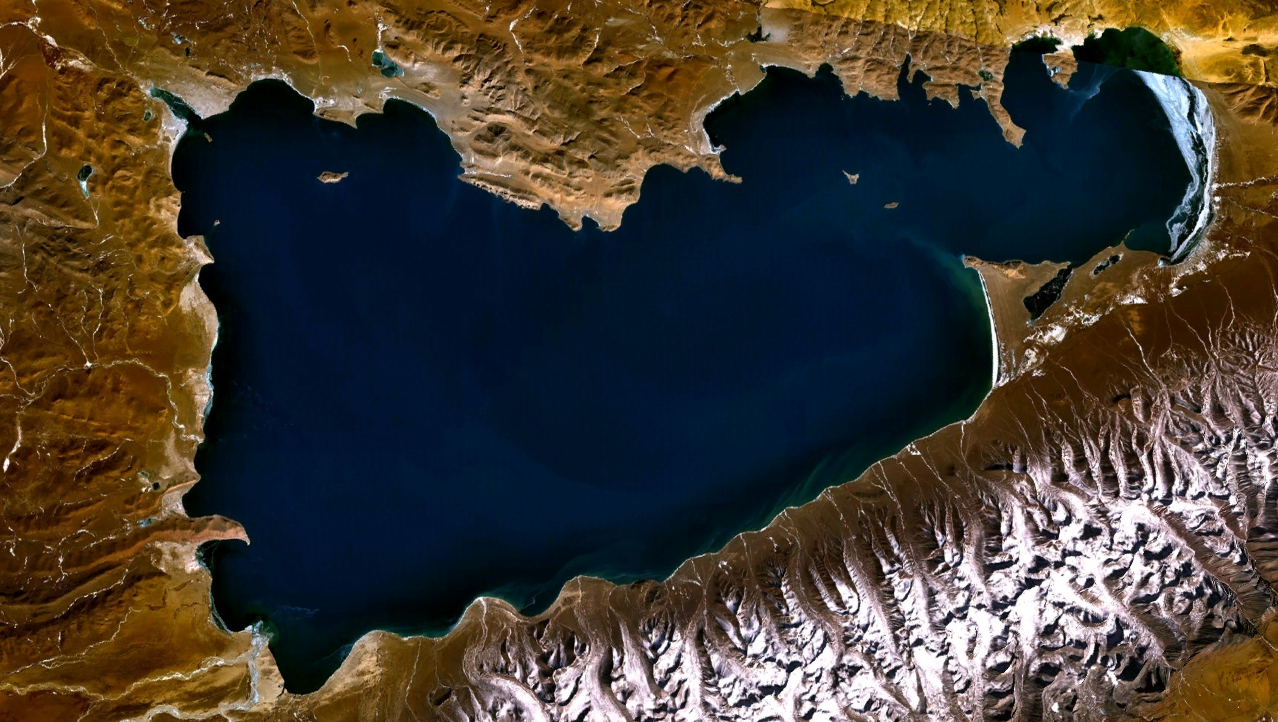
El llac Nam des de l'espai.

El Nam es troba als peus de la serralada Nyainqentanglha, a una altitud de 4.718 msnm, la qual el converteix en el llac salat de més de 500 km² més elevat del món. La seva superfície és de 1.920 km², amb una llargada i amplada màximes de 70 i 30 quilòmetres. És el llac més gran de la regió autònoma del Tibet, i el segon més gran del conjunt de l'altiplà del Tibet; només superat pel llac Koku Nor, situat a més de 1.000 km de distància. Quan a profunditat, el llac arriba als 125 m de fondària màxima, encara que la mitjana sigui de 30 m.

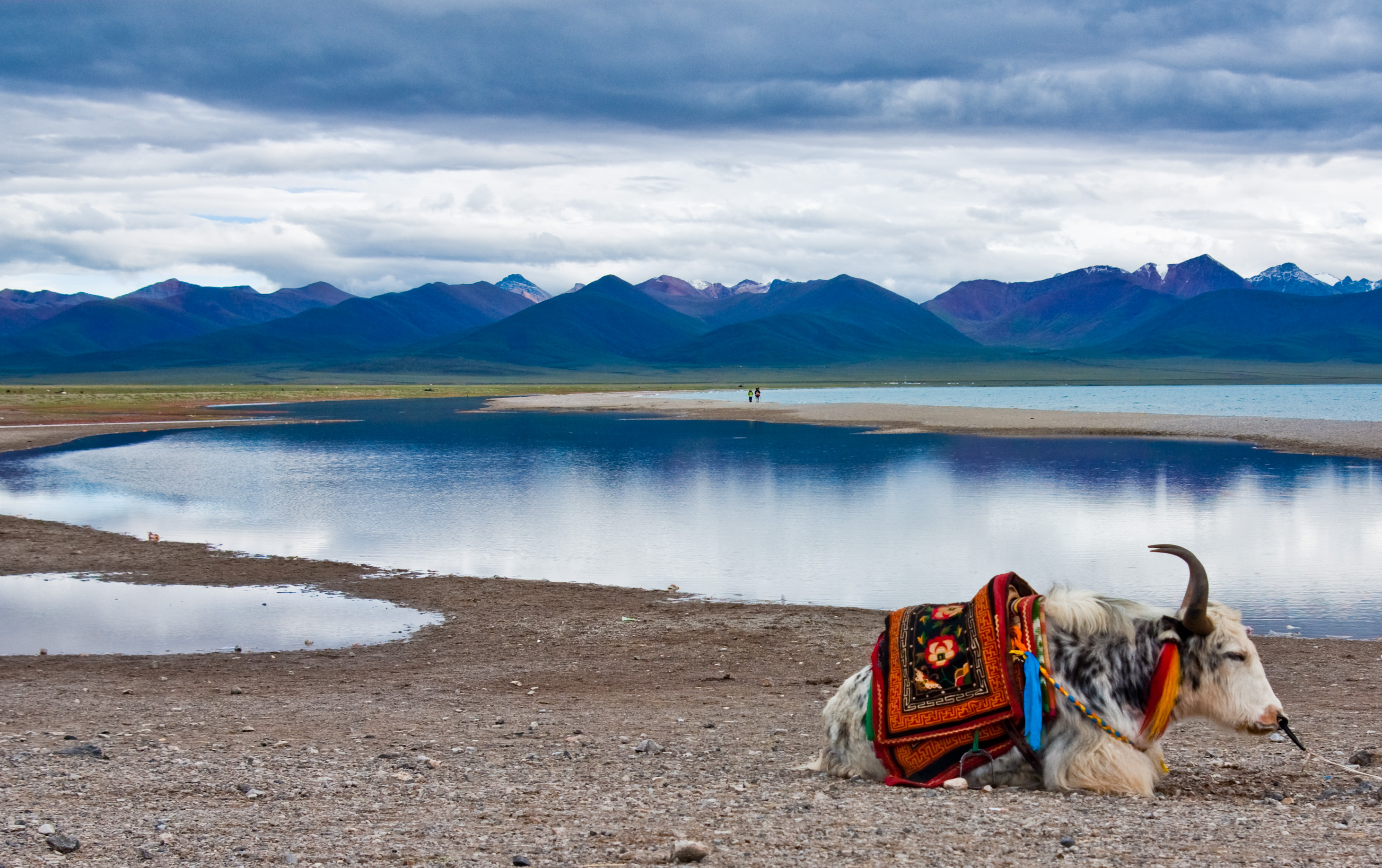
Un iac (Bos grunniens) amb el llac Nam al fons.

Al llac hi ha cinc illes deshabitades de certa grandària, a més d'un o dos afloraments rocosos. Les illes han estat utilitzades per als rituals espirituals dels pelegrins que caminen, al final de l'hivern, sobre la superfície congelada del llac, amb el menjar necessari pel temps que caminin. Quan arriba l'estiu i el llac es descongela, s'instal·len i pesquen a la riba, i després, quan el fred torna i el llac es cobreix de glaç, tornen al centre del llac. No obstant això, aquesta pràctica no està autoritzada per les autoritats xineses.

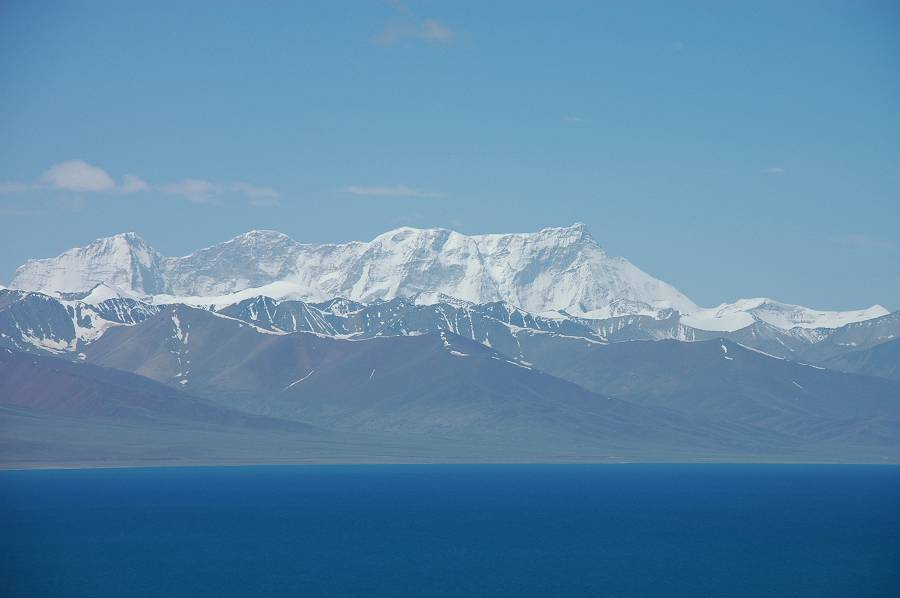
Les muntanyes Nyainqêntanglha, situades al peu del llac.

L'aigua del llac és neta i clara, i el Nam és considerat un dels llocs més bells de la serralada Nyainqentanglha. El llac es nodreix majoritàriament per aigua del desglaç de la neu i les glaceres de la zona. L'illa més gran del llac es troba a 3,1 km de la costa nord-oest, i fa 2,1 km de longitud i 800 m d'amplada, amb una altitud màxima de 100 m. L'illa més remota es troba a 5,1 km de la costa.

### Clima
El clima del Nam és variable i molt fred. Tanmateix, al voltant del 90% de la precipitació cau a l'estiu, generalment en forma de neu o calamarsa. A l'agost poden ocórrer violentes tempestes elèctriques que descarreguin fortes nevades, malgrat estar enmig de l'estiu. Les temperatures oscil·len entre els -16 °C i els -40 °C a l'hivern, i entre 0 °C i 9 °C a l'estiu. A causa de l'altitud, el llac es congela completament de novembre a maig, amb un gruix mitjà de 30 cm de gel, encara que fins al juliol és possible veure plaques de gel.
En el Plistocè tardà, el llac Nam, juntament amb el llac Siling, ocupaven una superfície de 28.900 km². El llac està subjecte a canvis sobtats i abruptes tempestes de neu, que són molt comunes en tota la serralada.

## Història i més informació
En la llengua tibetana nam significa "cel" i co significa "llac", així que el significat literal del llac és "el llac del cel". De fet, el llac és un indret sagrat entre els budistes tibetans. Les seves coves eremítiques han estat durant segles la destinació dels pelegrins tibetans. Segons la llegenda de la zona, la serralada i el llac són una parella d'amants que s'ajuden mútuament a sobreviure al gèlid ambient de l'altiplà.
El 2005 es va completar una carretera asfaltada fins al llac a través del pas de Laeken, a 5.186 msnm, que permet un fàcil accés al llac des de la capital, Lhasa (situada a 240 km), i ajuda en el desenvolupament turístic de la regió del llac.
El llac ha aparegut diversos cops a la televisió: el 2010 va ser filmat el drama romàntic xinès 香格里拉 Shangri-La, transmès per la CCTV-1. Així mateix, algunes escenes de la pel·lícula del 2002 The Touch es van filmar al llac. El llac també apareix a la sèrie de televisió de la BBC Himalaya with Michael Palin.

## Galeria

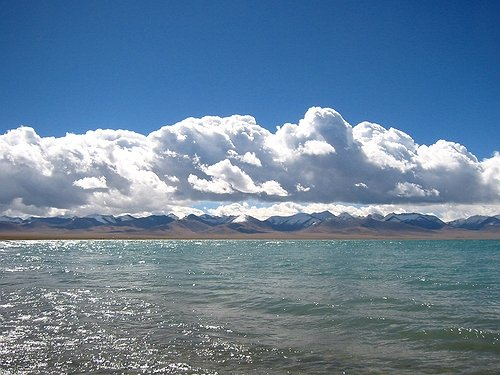
El Nam a l'estiu
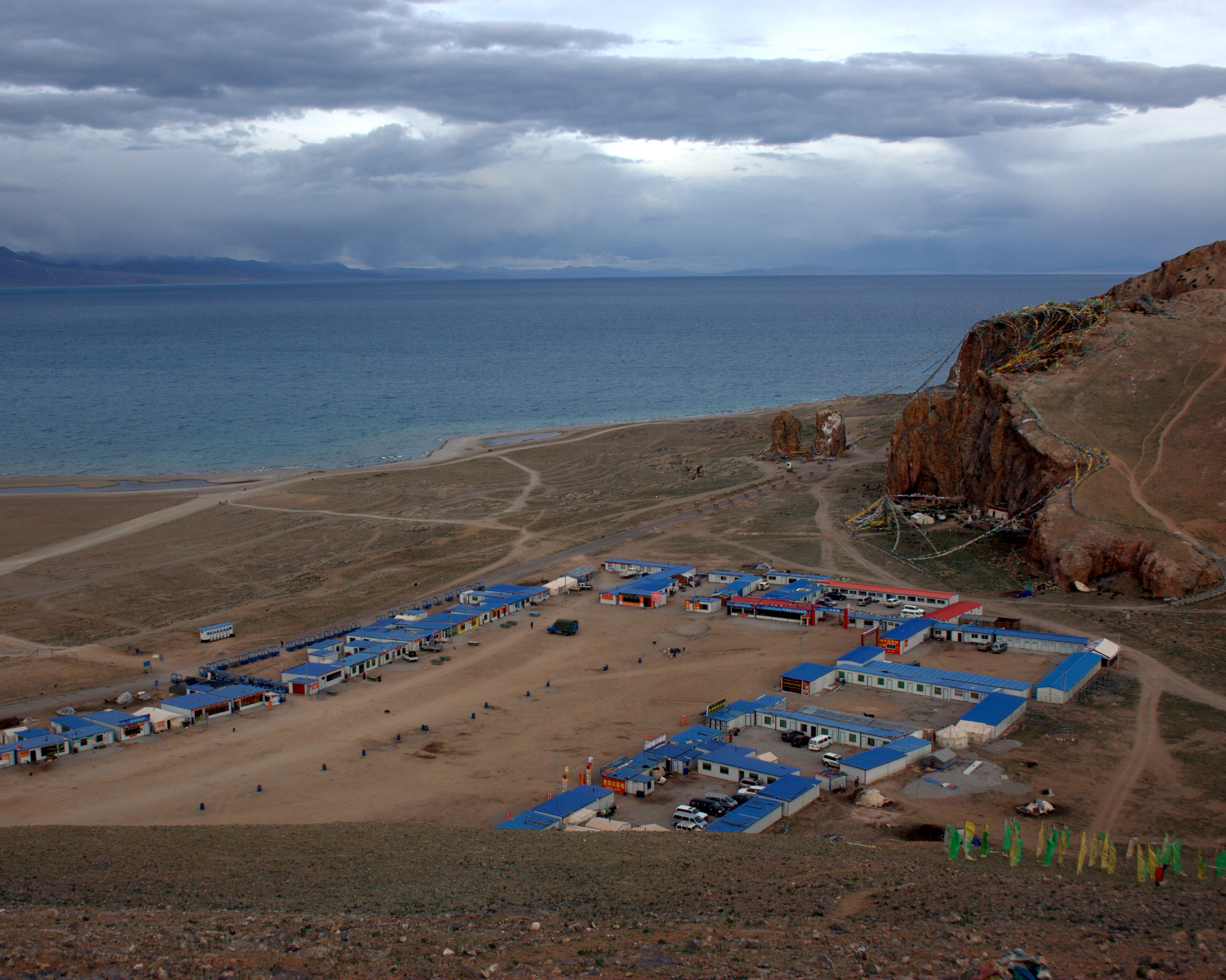
Un assentament situat a la riba del llac
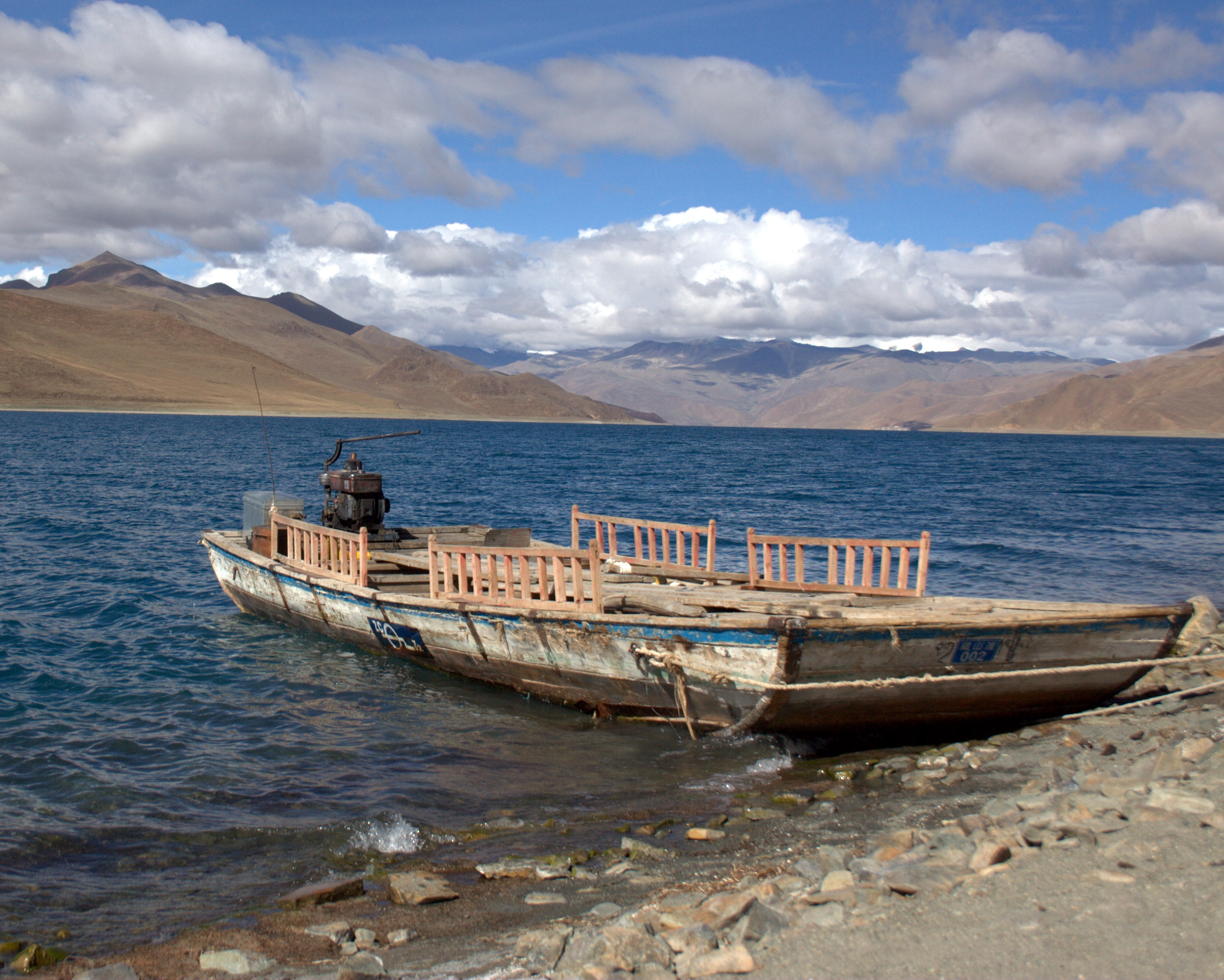
Una barca Yamdrok
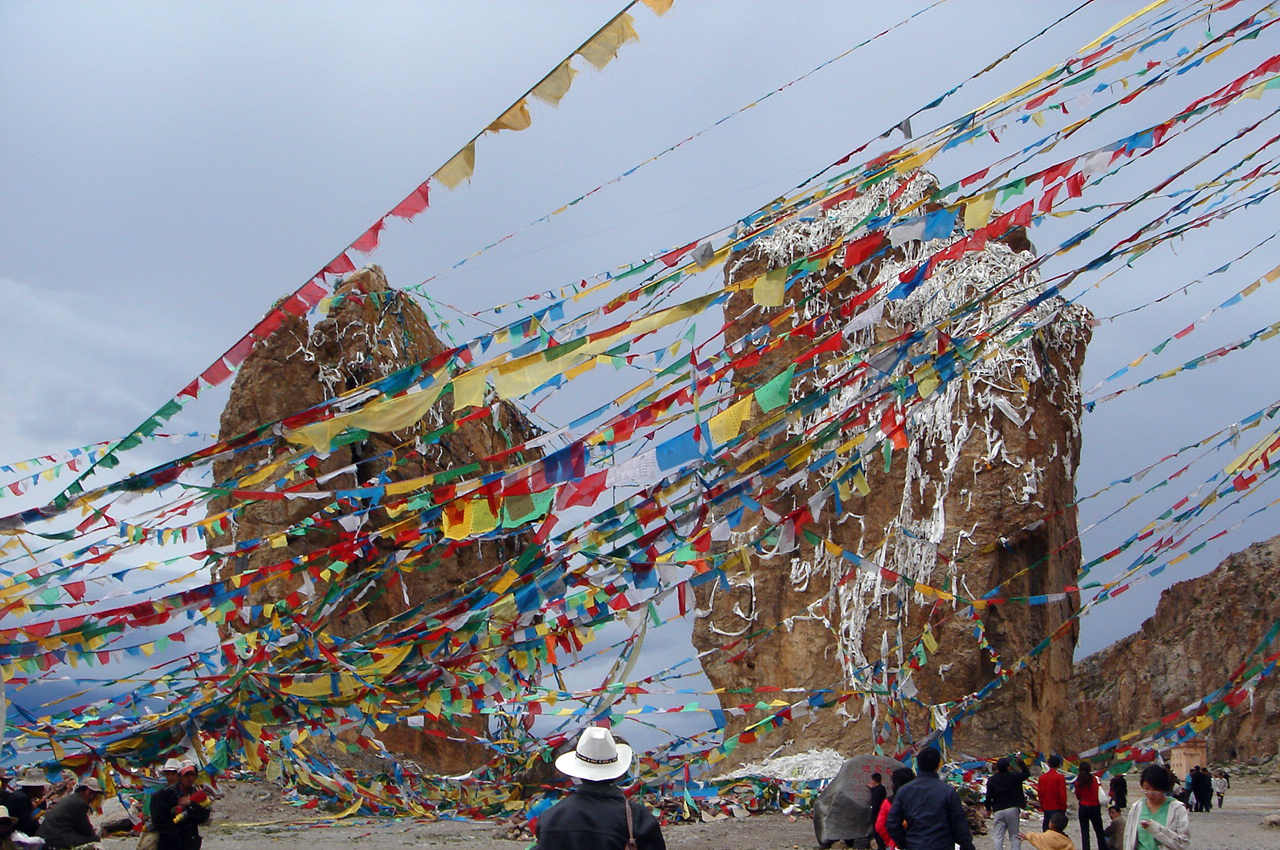
Les dues roques sagrades d'entrada al llac